# Pavel Bradík
Pavel Bradík (ur. 11 lutego 1950 w Gottwaldovie) – czeski samorządowiec, ekonomista, pierwszy hetman kraju hradeckiego w latach 2000–2008.

## Życiorys
Urodził się w 1950 roku w Zlínie. Ukończył szkołę średnią o profilu elektromechanicznym. W latach 70. i 80. XX wieku pracował w zakładach drobiarskich w Černožicach. Jednocześnie studiował ekonomię na Wyższej Szkole Ekonomicznej w Pradze. W 1992 roku awansował na stanowisko kierownika referatu finansowego przedsiębiorstwa, w którym pracował.
W latach 1997–1999 był kierownikiem Urzędu Rejonowego w Hradcu Králové. Po reformie administracyjnej Czech z 1999 roku, został wybrany pierwszym hetmanem nowo utworzonego kraju hradeckiego z ramienia Obywatelskiej Partii Demokratycznej. Funkcję tę sprawował przez dwie kadencje do 2008 roku, bezskutecznie ubiegając się o reelekcję w wyborach samorządowych.